# Aleister Crowley
Pour les articles homonymes, voir Crowley.
Edward Alexander Crowley, né le 12 octobre 1875 à Royal Leamington Spa dans le Warwickshire et mort le 1er décembre 1947 à Hastings, dit Aleister Crowley, également connu comme Maître Therion, Frater Perdurabo, The Great Beast 666, L'homme le plus malsain du monde, est un écrivain, poète, occultiste, franc-maçon, tarologue et astrologue britannique.
Fils d'une riche famille protestante fondamentaliste, du courant darbyste, il abjure la foi chrétienne à l'adolescence, après la mort de son père. À Cambridge, il change son prénom d'Edward en Aleister et commence à s'intéresser à l'occultisme. Initié au sein de la Golden Dawn, il s'en détache rapidement pour poursuivre sa propre voie ésotérique, fondée sur une magie sexuelle. Il dilapide sa fortune au cours de ses recherches qui le mènent partout dans le monde.
Crowley devient rapidement très controversé, tant pour ses mœurs sexuelles que pour ses idées occultistes, mais aussi pour ses idées politiques. Germanophile, il devient indésirable au Royaume-Uni avec la Première Guerre mondiale. Il est ensuite chassé de Sicile, où il s'était installé, après divers scandales. Il continue ses errances. Il meurt à 72 ans d'une crise cardiaque liée à une bronchite chronique due à sa forte consommation de drogues. Il est incinéré à Brighton et ses cendres ont été perdues.
Aleister Crowley est surtout connu pour ses écrits sur l'occultisme, particulièrement le Livre de la Loi (The Book of The Law), livre sacré de Thelema. Crowley était également le dirigeant de plusieurs organisations occultes : l'Astrum Argentum et l'Ordo Templi Orientis. Concernant cette dernière organisation, il participa à la réécriture complète de ses rituels en fonction de la Loi de Thelema.

## Biographie

### Jeunesse et éducation
Edward Crowley est l'héritier unique (sa sœur cadette meurt en bas âge) d'un riche brasseur à la retraite, propriétaire des brasseries Crowley's Ales, et de son épouse Emily Bertha Bishop. Il vit ses premières années dans le confort matériel et développe aussi très tôt un complexe de supériorité intellectuelle et spirituelle.
Par ailleurs, la famille est membre du groupe religieux protestant fondamentaliste des Frères de Plymouth. Après le décès de son père, Edward Crowley rejette cet héritage religieux. Sa mère commence à lui donner alors le surnom qu'il s'appropriera ensuite : « The Beast », en référence à « la Bête » de l’Apocalypse de saint Jean. Il est confié à la garde de son oncle maternel Tom Bond Bishop, d'apparence philanthrope mais cruel avec son neveu. Son oncle est un prêcheur fanatique et il oblige Edward Crowley à apprendre la Bible par cœur.
Edward Crowley suit les cours d'abord du Malvern College en 1891-1892 puis de la Tonbridge School en 1892. Il ne s'y sentit jamais à l'aise. En 1895, il entre au Trinity College (Cambridge) où il commence à étudier les sciences naturelles. Il est cependant plus doué dans des disciplines annexes : échecs et alpinisme. Il semblerait que ce soit alors que, intéressé par la poésie, il décide de changer de nom et, s'inspirant du poème « Alastor, or, The Spirit of Solitude » de Shelley, adopte le prénom « Aleister », réinterprétation gaélique d'Alastor, pour s'inscrire dans la vogue du renouveau celtique que connait à cette époque la Grande-Bretagne. Le choix du prénom « Aleister », a également été choisi pour une raison numérique et symbolique, car il faut savoir que dans la kabbale anglaise,, hébraïque et grecque, l'addition des lettres composants « Aleister Crowley » donne le nombre de la Bête : 666.
Alors qu'il est étudiant, il hérite de la fortune paternelle et il commence à la dilapider. Il fait ainsi publier dès 1898 une édition de luxe de ses propres poèmes Aceldama, alors marqués par l'influence de Gerald Kelly (en). Le poème « White Stains » révèle ses penchants bisexuels. Son premier amant est l'acteur transformiste Jerome Pollitt. La relation, empreinte de méfiance des deux côtés, se termine en 1898.
Aleister Crowley quitte Cambridge avant d'avoir passé son diplôme.

### Découverte de l'occultisme

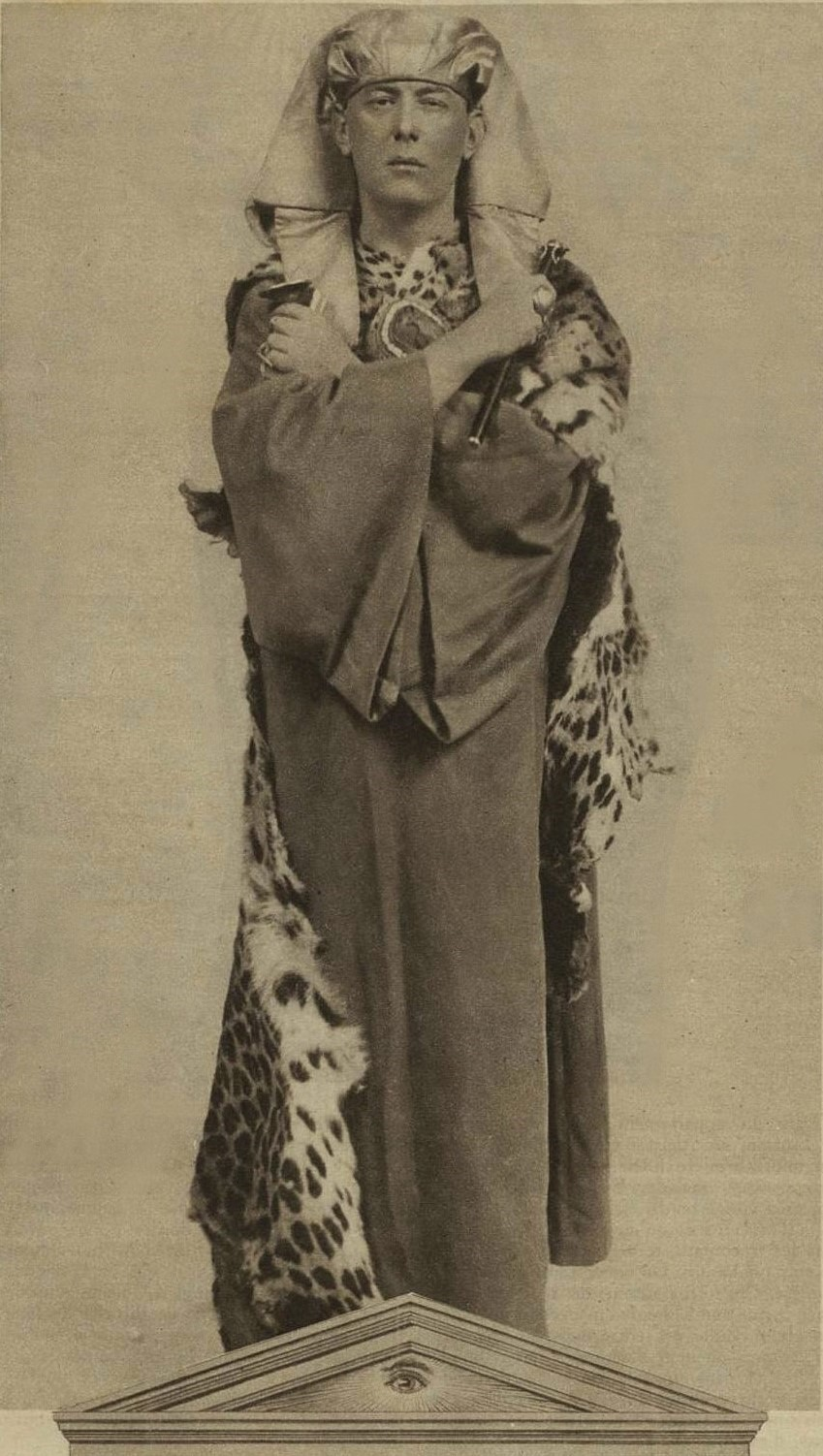
Crowley incarnant « Osiris ressuscité » lors d'un rituel de l'ordre hermétique de l'Aube dorée en 1899.

En 1897, une vision lui montre que toutes les œuvres humaines, hormis la magie, sont éphémères. Il se consacre alors à l'étude des textes ésotériques, et cherche un magicien pour l'initier. Il est admis en novembre 1898 au sein de l'ordre hermétique de l'Aube dorée (Golden Dawn), une société secrète d'étude et d'enseignement des sciences occultes fondée en 1888. Pour ses travaux ésotériques, il adopte le nom de Perdurabo (« J'endurerai »). William Butler Yeats le croit fou, mais il est remarqué par un autre membre de la Golden Dawn, l'un de ses fondateurs : Samuel Liddell MacGregor Mathers.
MacGregor Mathers a mis au point un rituel pour invoquer son ange gardien. Dans ce but, Aleister Crowley s'enferme à Boleskine House, sa résidence du bord du Loch Ness en Écosse.
Déçu par les dissensions au sein de la Golden Dawn et rejeté par de nombreux membres de la société que sa vie sexuelle choque, Crowley s'en éloigne peu à peu. Il s'intéresse aux travaux du magicien John Dee, et de son médium Edward Kelley dont il pense être la réincarnation.
Pour franchir seul les étapes initiatiques de la Golden Dawn, il s'initie au Hatha yoga dont il affirme être l'un des premiers occidentaux à recevoir un enseignement complet par un grand maître. Il séjourne souvent en Orient et en Asie[Quand ?], s'intéresse aux traditions religieuses orientales, comme le bouddhisme (qui lui est présenté par MacGregor Mathers et son ami et associé Allan Bennett), le taoïsme et part en voyage en Asie.

### Voyages, premier mariage et alpinisme

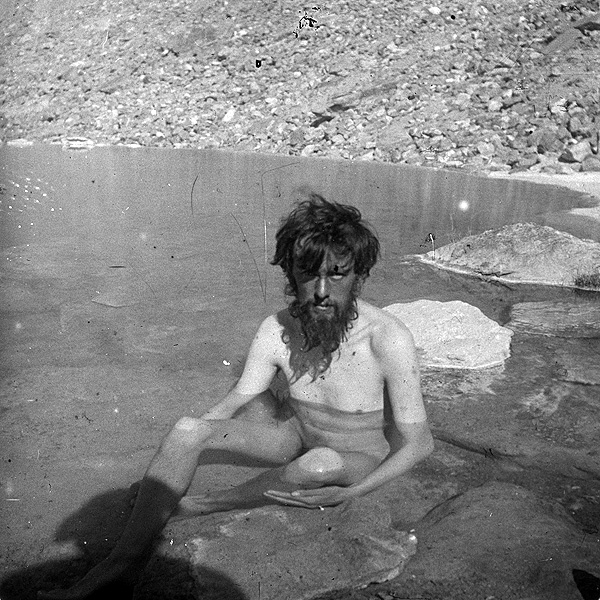
Crowley se baignant dans le glacier du Baltoro durant l'expédition du K2 en 1902.

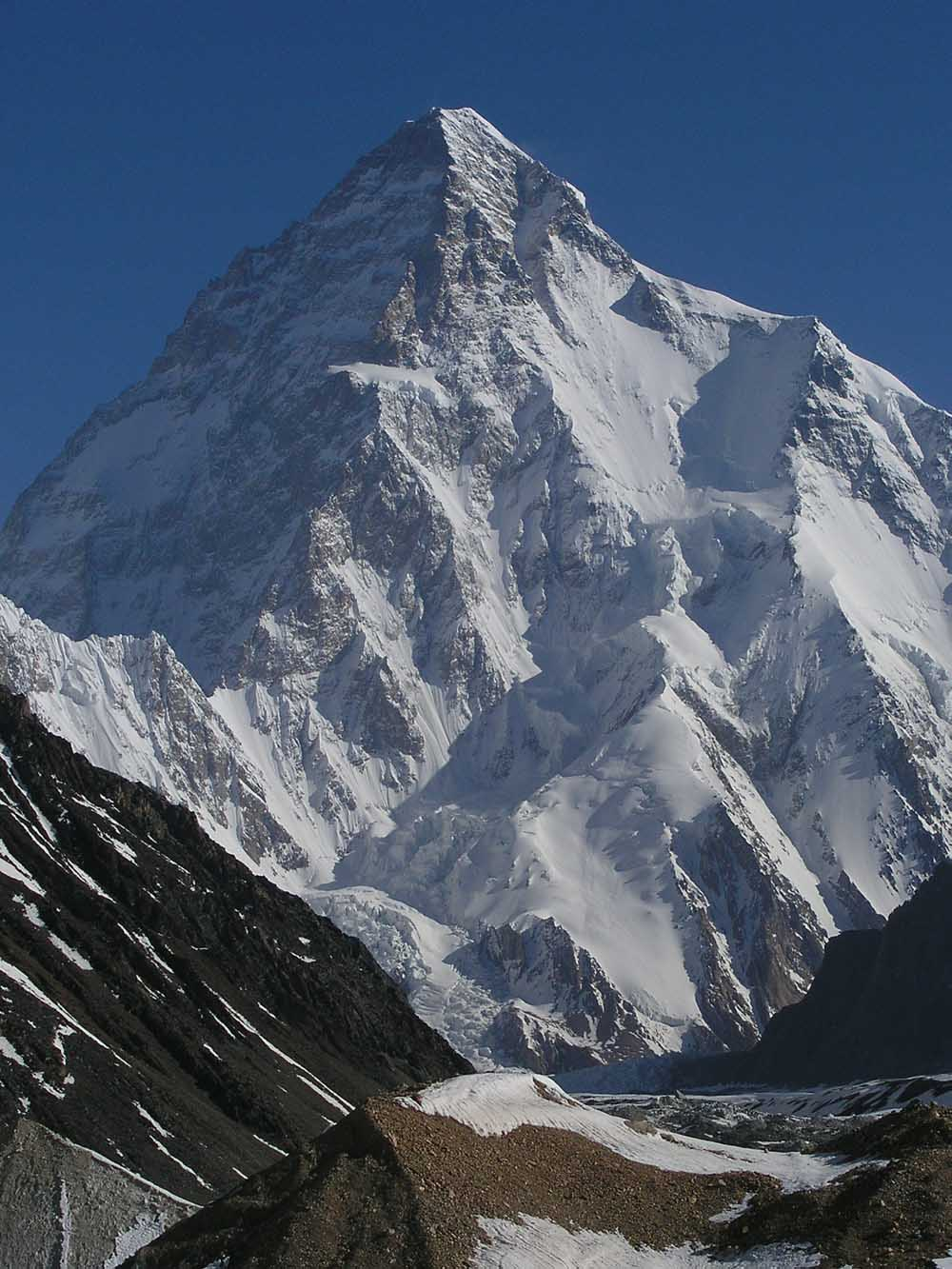
Le K2.

En 1900, Aleister Crowley est au Mexique, où il affirme avoir été initié franc-maçon, et où il rencontre l'alpiniste Oscar Eckenstein qui l'entraîne sur les sommets mexicains, l'initiant aux méthodes de concentration et de visualisation. En 1902, ils entreprennent ensemble la première tentative d'ascension du K2, la deuxième plus haute montagne du monde, située à la frontière entre la Chine et le Pakistan. Après plus d'un mois passé sur place, la tentative fut un échec. Les Hunzas gardèrent de lui le souvenir d'un Occidental humain, qui les considérait comme ses égaux.
En 1903, à Paris il se lie à Auguste Rodin qui l'invite dans son atelier de Meudon et lui demande d'écrire des poèmes sur ses sculptures, ce sera le recueil de quarante-deux poèmes  Rodin in Rime, publiés par l’auteur en 1907.
Il épouse ensuite Rose Edith Skerrett, la sœur de Gerald Kelly, qui est veuve ; au Caire en avril 1904, pendant leur voyage de noces en Égypte, Rose entre en transe et annonce à Crowley qu'il doit se préparer à recevoir une communication surnaturelle. L'année suivante, Rose accouche à Boleskine House d'une fille. En mai 1905, Crowley conduit une désastreuse expédition himalayenne, au Kangchenjunga, qui se conclut par la mort de quatre compagnons de cordée. Il exige au même moment que sa femme et sa fille le rejoignent en Inde et tous fuient le pays quand la police vient enquêter sur un incident au cours duquel Crowley a tué deux agresseurs. Ils se réfugient en Chine d'où il renvoie son épouse et sa fille afin de partir à la recherche d'une ancienne maîtresse. De retour en Grande-Bretagne, il apprend la mort de sa fille, d'une fièvre, en Birmanie. Il en rend Rose responsable. Le couple a deux autres filles avant de divorcer. Crowley dit avoir fait connaître ses adultères pour avoir les torts lors de la procédure.
Le 17 décembre 1904, il est fait maître maçon dans la loge Anglo Saxon n. 343 de la Grande Loge de France, à Paris, il est inscrit sur le tableau de loge en date du 31 décembre 1904 sous le numéro 41210 de la Grande Loge de France, avec le numéro 54 en ce qui concerne la loge. Il y est inscrit en tant que « poète ».

### Crowley au désert
En 1909, Aleister Crowley renoue avec son travail ésotérique et occulte, il publie le Livre de la Loi sur la communication reçue au Caire en 1904. Il publie aussi Liber 777 qui donne les clés interprétatives du tarot selon la Golden Dawn. Il se rend dans le désert algérien en compagnie de Victor Benjamin Neuburg (en) (qui avait dansé dans la représentation des Mystères d'Éleusis montée par Crowley) avec qui il met au point un système de « magie sexuelle » qu'il appelle Magick,.
Il fonde à la même époque l'Astrum Argentum, son propre ordre ésotérique inspiré de la Golden Dawn. Il se rapproche de l'Ordo Templi Orientis de Theodor Reuss, une société ésotérique allemande qui pratique sa propre « magie sexuelle ». Aleister Crowley devient le maître de la branche britannique de cet ordre.

### Exil et fin de vie

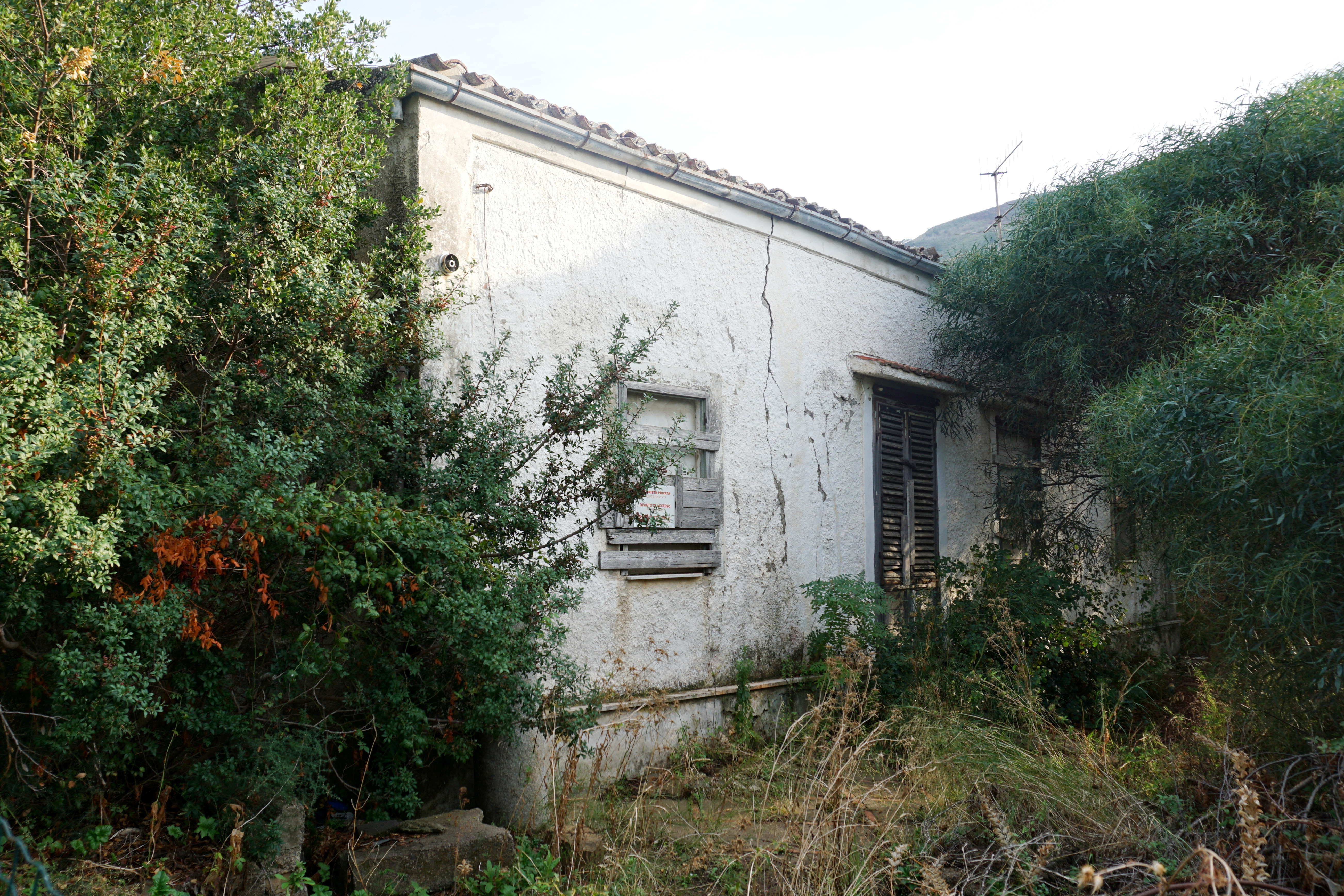
Thelema, Cefalù, 2017.

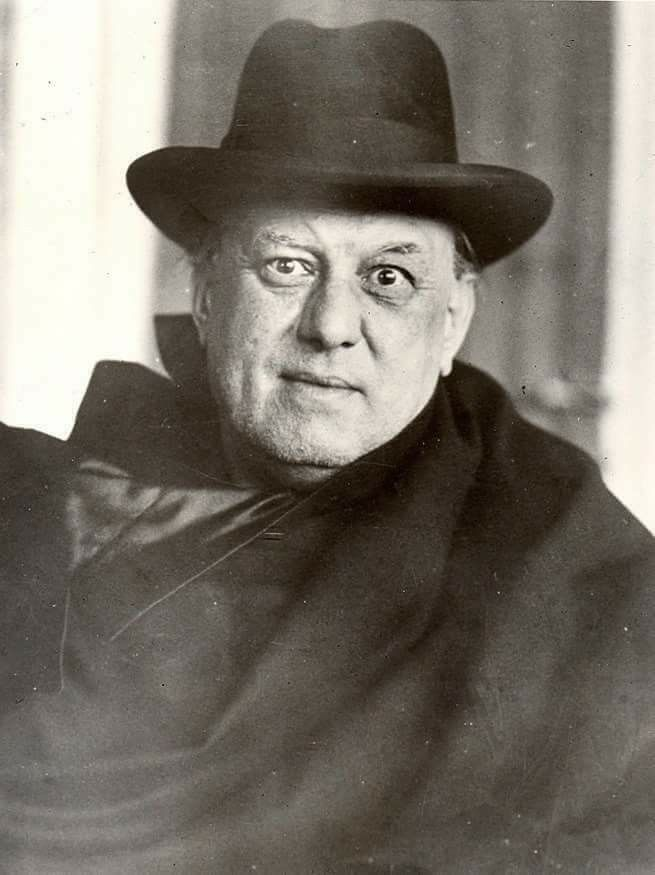
Aleister Crowley en 1929.

Proche de l'Allemagne, Crowley s'exile aux États-Unis pendant la Première Guerre mondiale. Ses écrits pro-allemands lui valent une antipathie de plus en plus forte dans son pays. Il a dilapidé son héritage et vit de subsides versés par l'Ordo Templi Orientis. Il travaille à ses rituels de « magie sexuelle ».
En 1920, Aleister Crowley loue une ferme à Cefalù en Sicile, qu'il nomme Thelema en référence à l'abbaye de Thélème de François Rabelais. Il y forme de nombreux disciples. En 1923, comme la veuve du disciple Raoul Loveday porte plainte contre lui, Crowley est chassé d'Italie par le gouvernement de Benito Mussolini. Le journal britannique John Bull le surnomme alors « l'homme le plus pervers du monde ». Il fait régulièrement parler de lui par ses provocations. Il est dépendant à l'héroïne, substance liée au traitement prescrit pour ses douleurs pulmonaires suite à l'ascension du K2, dont la consommation lui inspire quelques écrits relatant les effets de la drogue en temps réel, et mène une vie sexuelle débridée.
Crowley prend la succession de Theodor Reuss à la tête de l'Ordo Templi Orientis, lors de la conférence de Weida et forme des disciples parmi lesquels Karl Germer (en), Gerald Yorke (en) ou Israel Regardie. En 1929 à Berlin, il épouse brièvement la Nicaraguayenne Maria Teresa Ferrari de Miramar.
Il revient au Royaume-Uni dans les années 1930 et y intente divers procès pour toucher de l'argent. Il poursuit un libraire qui a annoncé à tort la sortie d'un de ses livres (The Diary of a Drug Fiend), et l'éditeur du livre de Nina Hamnett Laughing Torso, dans lequel elle insinue qu'il a pratiqué la magie noire à Thelema. Désavoué par ses amis, les récits de ses pratiques sexuelles et magiques jouant en sa défaveur, il perd ses deux procès, il est condamné à payer les frais de justice alors qu'il est ruiné.
En 1936, il tombe amoureux de Greta Sequeira, une anthroposophe qui épouse un entrepreneur de Dundee. Par elle, il rencontre Lady Frieda Harris qui sera son exécutrice testamentaire. Ensemble, ils conçoivent un tarot (en) qu'elle illustre de ses aquarelles en 1942. Ce tarot divinatoire mélange diverses influences : magie occidentale, Golden Dawn, gnose, bouddhisme tantrique, chimie et freudisme. Crowley affirme que ce tarot est la suite du travail ésotérique d'Éliphas Lévi, dont il affirme être la réincarnation (Lévi était mort l'année de sa naissance). Son Book of Thoth de 1944 est un commentaire des arcanes de ce jeu.
Dans ses dernières années, Aleister Crowley demande à John Symonds (en) de travailler à sa biographie à partir de ses notes. Avec le dernier disciple Kenneth Grant Symonds travaille à la biographie/autobiographie de Crowley, intitulée Autohagiography. Les deux hommes seront ses exécuteurs testamentaires pour l'aspect littéraire.
Installé dans une résidence hôtelière d'Hastings, Aleister Crowley meurt le 1er décembre 1947 d'une crise cardiaque liée à une bronchite chronique due à sa forte consommation de drogues. Il était ruiné (sa « fortune » au décès est estimée à 18 £ 6 d). Il est incinéré à Brighton et ses cendres sont perdues.

## Œuvre littéraire et influence spirituelle
Crowley est un auteur prolifique, non seulement dans le domaine de la magie mais également dans la philosophie et la politique. Il fut un poète et un auteur de pièces de théâtre ainsi que rédacteur sous divers pseudonymes pour des journaux.
Dans le domaine de l'occultisme, Crowley a notamment écrit sur la magie, le tarot, le yoga, la kabbale, l'astrologie.

### Liber AL vel Legis sub figura CCXX
Les 8, 9 et 10 avril 1904, lors de son voyage de noces au Caire, Crowley reçoit en dictée un ouvrage de quelques pages, par l'intermédiaire d'une entité désincarnée nommée Aiwass, qu'Aleister Crowley assimile plus tard à son saint ange gardien, tandis que le texte transmis est signé du pharaon Ânkhefenkhonsou dont Crowley se déclare la réincarnation. Ce texte, intégralement retranscrit dans le Livre de la Loi (Liber AL vel Legis sub figura CCXX), constitue la base de son système philosophico-religieux nommé : « La Loi de Thelema ». Il annonce aussi le début d'une nouvelle ère : le christianisme serait amené à laisser la place à un nouveau mouvement spirituel.
Le terme « Thelema » provient du grec, et signifie « volonté », non la Volonté selon Crowley bassement humaine et capricieuse, mais la « volonté supérieure » de l'Homme qui lui permet de dépasser sa condition. Le Livre de la Loi illustre cette « volonté - Thelema » par quelques phrases clés comme « L'amour est la loi, l'amour soumis à la volonté » ; ou encore « Fais ce que voudras sera le tout de la loi », ce fameux « Fais ce que voudras » qui est gravé sur le fronton de l'« abbaye de Thélème » de Rabelais, auteur avec lequel il partage une sensualité grivoise, un penchant pour l'alchimie et une certaine religiosité. Il a cependant cherché à se démarquer de son éducation religieuse chrétienne, en rejoignant la longue liste des nouveaux gnostiques, par l'intermédiaire de ce qu'il nomme la « Magick », l'hermétisme et d'autres disciplines comme le yoga.
Ses œuvres les plus importantes sont :
- The Book of the Law (Le Livre de la Loi) ;
- Magick ;
- Le Livre de Thoth ;
- Magick Without Tears ;
- The Confessions of Aleister Crowley ;
- Liber 777 ;
- The Vision and the Voice ;
- Book of Lies (en).

Il édite et produit The Equinox (sous-titrée « Revue d'Illuminisme Scientifique »), une série de publications, qui servit d'organe officiel de l'ordre magique Astrum Argentum.
Crowley écrit également des pièces de théâtre et des romans qui n'ont pas reçu un accueil favorable en dehors des cercles occultistes :
- Diary of a Drug Fiend ;
- Moonchild ;
- The Rites of Eleusis ;
- The Ship.

Œuvres poétiques :
- Clouds Without Water. (1974) ;
- White Stains. (1973) ;
- The Star and the Garter. (1974) ;
- Snowdrops From a Curate’s Garden. (1986) ;
- Golden Twigs. (1988) ;
- The Scented Garden of Abdullah the Satirist of Shiraz. (1991) ;
- The Winged Beetle. (1992).

Publiées en français :
- Le Livre de Thoth, le Tarot des Égyptiens, Urania Verlags AG, préface d'Hymenaeus Beta, Caliphe de l'OTO, 1994.
- Magick (parties une et deux), Éditions Blockhaus, Paris, 1992.
- Fragments sataniques, Hriliu, Cahors, 1996.
- Le Livre de la Loi, Aleister Crowley, Les Gouttelettes de Rosée, Montpeyroux, 1997  (ISSN 1261-503X).
- L'Epreuve d'Ida Pendagon, dans Rêves d'Absinthe (anthologie), Éditions L'Œil du Sphinx, Paris, 2001  (ISBN 978-2914405058).
- Journal d'un drogué, voyage au pays de Cocaïne, Le Camion noir, Nancy, 2011.
- Le Livre de la Loi, Le Camion noir, Nancy, 2007.
- Béréshith, Les Gouttelettes de Rosée, Montpeyroux, 1998.
- Le Scorpion, Les Gouttelettes de Rosée, Montpeyroux, 1998.
- Babalon, Éditions de l'Heure, Charleroi, 2002.
- Magick (Liber ABA, Livre Quatre), ESH-ÉDITIONS, Collection Bibliotheca Crowleyana, Bruxelles, 2013. Deux tomes  (ISBN 978-2805300066).
- Le Livre des Mensonges, ESH-ÉDITIONS, Collection Bibliotheca Crowleyana, Bruxelles, 2013. Préface de Jean-Luc Colnot  (ISBN 978-2805300110).
- Magie énochienne de la Golden Dawn, Éditions Trajectoire, Escalquens, 2011. Contient le Liber 84 vel Chanokh et un extrait de la Vision et la Voix  (ISBN 978-2841975693).
- Le Livre de Thoth, nouvelle traduction de Philippe Pissier, Éditions Alliance Magique, 2016  (ISBN 2367360138 et 978-2367360133).
- La Goetia, S.L. Mathers & Aleister Crowley, Éditions Chronos Arenam, 2017  (ISBN 979-1094880012)
- Le Dogme Qabalistique, dans Dogme et Rituel de la Golden Dawn par Matthieu Léon et Philippe Pissier, Rayol Canadel : Éditions Hermésia, 2017.  (ISBN 979-1094877067).
- Le dit de Rodin, traduction par Philippe Pissier de Rodin in Rime, recueil de poèmes consacrés à l'art d'Auguste Rodin, illustré de dix aquarelles érotiques du maître, préface d'André Murcie, Le Vigan : L'arachnoïde, 2018  (ISBN 978-2-919030-23-1).
- Un Manuel de Géomancie et La Géomancie dans Les Pratiques Divinatoires de la Golden Dawn, Rayol Canadel : Éditions Hermésia, 2018  (ISBN 979-1094877166). Préface d'HieroSolis.
- Les Saints Livres de Thelema, traduits par Philippe Pissier, Rayol Canadel : Alliance Magique, 2018  (ISBN 978-2367360454).
- Le Message du Maître Therion et autres publications de l’A...A... en Catégorie E, trad. Philippe Pissier, préface de Massimo Mantovani (Rayol Canadel : Chronos Arenam, 2019)  (ISBN 979-1094880166).
- De l'Autre Côté du Gouffre, trad. P. Pissier, préface de Krzysztof Azarewicz (Rayol Canadel : Chronos Arenam, 2019)  (ISBN 979-10-94880-18-0).
- La Vision et la Voix, édition commentée, et autres textes, trad. P. Pissier (Nîmes : Anima, 2019)  (ISBN 978-2-9559754-1-1).
- Le numéro 1 de la revue Alraune (2020), publiée par Hexen Press, comporte la traduction d'un extrait de The Scented Garden of Abdullah the Satirist of Shiraz.
- Petits Essais du Côté de la Vérité, trad. P. Pissier, préface de Krzysztof Azarewicz (Hyères : La Pierre Philosophale, 2020).  (ISBN 978-2-36353-123-0).
- Le Livre de la Loi, traduction par Matthieu Léon, Philippe Pissier, Elise Ghiringhelli et Soror Maguen. Édition de luxe limitée et numérotée à 93 exemplaires, 180 pages, dorée sur tranche contenant le Liber CCXX, sa traduction, ainsi que le Liber XXXI (Ventabren : Le Serpentaire, 2021).
- Moonchild, le grand roman de l’auteur, traduit par Audrey Muller et Philippe Pissier, avant-propos de Mark S. Morrisson (Nîmes : Anima, 2021)  (ISBN 978-2-9559754-3-5).
- À la Croisée des Chemins et autres textes, une anthologie introductive à l’œuvre d’Aleister Crowley, Volume I, traductions d’Audrey Muller, Diana Orlow, Philippe Pissier et Jean-Matthieu Taïeb (Nîmes : Anima, 2022). Préface de Vincent Capes.  (ISBN 978-2-9559754-5-9).
- Nuées sans Eau (Montpellier : Hexen Press, 2022). Traduction de Philippe Pissier, préface de Tobias Churton, illustrations d’Anja Bajuk. Titre original : Clouds without Water.  (ISBN 978-2-492143-04-5).
- La Renaissance de la Magick & autres textes (Montpellier : Hexen Press, 2024). Traductions de Philippe Pissier, préface de Massimo Mantovani.  (ISBN 978-2-492143-04-5).
- Le Silence Électrique et autres textes, une anthologie introductive à l'œuvre d'Aleister Crowley, Volume II, traductions d'Audrey Muller et Philippe Pissier (Nîmes : Anima 2024).

#### En français
- Serge Hutin, Aleister Crowley, Éditions Camion Blanc, coll. « Camion noir », 2016.
- Henry Chartier, La Musique du Diable. Le rock et ses succès damnés, Éditions Camion Blanc, coll. « Camion noir », 710 p.
- Sarane Alexandrian, Aleister Crowley, le maître incompris de la gnose moderne, Supérieur inconnu no 15, 1999.
- Tigrane Hadengue/Hugo Verlomme/Michka, « Aleister Crowley, le possédé des drogues », dans Le Livre du cannabis, Georg, 1999.
- Massimo Introvigne, « Aleister Crowley et le satanisme » dans Enquête sur le satanisme, Éditions Dervy, 1997, pages 209-219.
- Massimo Introvigne, La Magie, les nouveaux mouvements magiques, Droguet & Ardant, 1993, plusieurs pages sur Crowley.
- Arnold Waldstein, Aleister Crowley, le Saint de Satan, Culture, Art, Loisirs, Paris, 1975, 287 pages.
- Marco Pasi, La Notion de magie dans le courant occultiste en Angleterre (1875-1947), thèse de doctorat sous la direction d'Antoine Faivre.
- Pessoa et Crowley, Les Secrets de la Bouche de l'Enfer, l'Oeil du Sphinx, 2015 (ISBN 979-10-91506-33-5).
- Lucien d'Azay, Trois Excentriques anglais, Les Belles Lettres, 2011  (ISBN 978-2-251-44423-9).

#### En anglais
- Martin Booth, A Magick Life: A Biography of Aleister Crowley, Hodder and Stoughton, 2000.
- (en) Ronald Decker, « Crowley, Aleister (1875-1947) », Oxford Dictionary of National Biography,‎ janvier 2011 (lire en ligne).
- Richard Kaczynski, Perdurabo: The Life of Aleister Crowley, New Falcon Publications, 2002.
- Marco Pasi, Aleister Crowley and the Temptation of Politics, Acumen, Durham, 2014.
- Lawrence Sutin, Do What Thou Wilt: A Life of Aleister Crowley, St. Martin's Griffin, 2002.
- John Symonds, The Beast 666, The Life of Aleister Crowley, Pindar Press, 1997.